# Leichtathletik-Weltmeisterschaften 1983/4 × 400 m der Männer

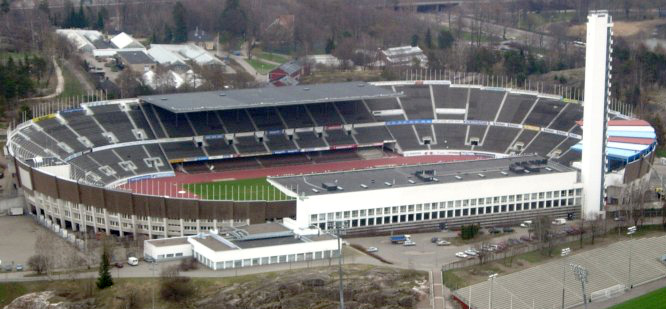
Das Olympiastadion in Helsinki

Die 4-mal-400-Meter-Staffel der Männer bei den Leichtathletik-Weltmeisterschaften 1983 fand am 13. und 14. August 1983 in Helsinki, Finnland, statt.
21 Staffeln nahmen mit 94 Athleten an dem Wettbewerb teil. Die Goldmedaille gewann die Sowjetunion nach 3:00,79 min in der Besetzung Sergei Lowatschow, Aljaksandr Traschtschyla, Nikolai Tschernezki und Wiktor Markin.
Silber ging in 3:01,83 min an die Bundesrepublik Deutschland mit Erwin Skamrahl (Halbfinale/Finale), Jörg Vaihinger, Harald Schmid und Hartmut Weber (Vorlauf/Finale) sowie den im Vorlauf/Halbfinale außerdem eingesetzten Martin Weppler (Vorlauf) und Edgar Nakladal (Halbfinale).
Die Bronzemedaille sicherte sich das Vereinigte Königreich mit Ainsley Bennett (Finale), Garry Cook, Todd Bennett und Phil Brown sowie dem im Vorlauf und Halbfinale außerdem: eingesetzten Kriss Akabusi in 3:03,53 min.
Auch die nur im Vorlauf/Halbfinale eingesetzten Läufer erhielten entsprechendes Edelmetall.

## Rekorde
Vor dem Wettbewerb galten folgende Rekorde:
| Weltrekord | USA (Vince Matthews, Ron Freeman Larry James, Lee Evans)                    | 2:56,16 min                                                                 | Olympische Spiele in Mexiko-Stadt, Mexiko                                   | 20. Oktober 1968                                                            |
| WM-Rekord  | Es gab noch keine WM-Rekorde, die Veranstaltung wurde erstmals ausgetragen. | Es gab noch keine WM-Rekorde, die Veranstaltung wurde erstmals ausgetragen. | Es gab noch keine WM-Rekorde, die Veranstaltung wurde erstmals ausgetragen. | Es gab noch keine WM-Rekorde, die Veranstaltung wurde erstmals ausgetragen. |

Der WM-Rekord wurde nach und nach auf zuletzt 3:00,79 min im Finale am 9. August 1983 gesteigert – Sowjetunion (Sergei Lowatschow, Aljaksandr Traschtschyla, Nikolai Tschernezki, Wiktor Markin).

## Vorläufe
13. August 1983
Aus den drei Vorläufen qualifizierten sich die jeweils vier Ersten jedes Laufes – hellblau unterlegt – und zusätzlich die vier Zeitschnellsten – hellgrün unterlegt – für das Halbfinale.

### Lauf 1
| Platz | Land               | Athleten                                                                      | Zeit (min) |
| ----- | ------------------ | ----------------------------------------------------------------------------- | ---------- |
| 1     | Vereinigte Staaten | Alonzo Babers Willie Smith Andre Phillips (Vorlauf) Michael Franks (Vorlauf)  | 3:06,62 CR |
| 2     | BR Deutschland     | Martin Weppler (Vorlauf) Jörg Vaihinger Harald Schmid Hartmut Weber           | 3:07,40    |
| 3     | Italien            | Stefano Malinverni Donato Sabia Mauro Zuliani Roberto Ribaud                  | 3:07,90    |
| 4     | Brasilien          | Antônio Dias Ferreira Agberto Guimarães José Luíz Barbosa Gérson de Souza     | 3:08,25    |
| 5     | Schweden           | Tommy Johansson Eric Josjö Sven Nylander (Vorlauf/Halbfinale) Per-Erik Olsson | 3:08,33    |
| 6     | Kanada             | Mark Guthrie (Vorlauf) Doug Hinds Tim Bethune Bryan Saunders                  | 3:08,37    |
| 7     | Jamaika            | Steve Griffiths George Walcott Devon Morris Karl Smith                        | 3:09,06    |
| 8     | Finnland           | Jari Niemelä Mauri Siekkinen Matti Rusanen Hannu Mykrä                        | 3:09,23    |

### Lauf 2
| Platz | Land                   | Athleten                                                                     | Zeit (min) |
| ----- | ---------------------- | ---------------------------------------------------------------------------- | ---------- |
| 1     | Ungarn                 | Gusztáv Mencze Sándor Újhelyi István Takács Sándor Vasvári                   | 3:09,95    |
| 2     | Sowjetunion            | Wiktor Markin Sergei Lowatschow Aljaksandr Traschtschyla Nikolai Tschernezki | 3:10,16    |
| 3     | Vereinigtes Königreich | Kriss Akabusi (Vorlauf/Halbfinale) Garry Cook Todd Bennett Phil Brown        | 3:10,19    |
| 4     | Senegal                | Amadou Dia Ba Moussa Fall Babacar Niang Boubacar Diallo (Vorlauf)            | 3:10,90    |
| 5     | Australien             | Bruce Frayne Gary Minihan Paul Gilbert Darren Clark                          | 3:11,62    |
|       | Ghana                  |                                                                              | DNS        |
|       | Bahamas                |                                                                              | DNS        |

### Lauf 3
| Platz | Land             | Athleten                                                                    | Zeit (min) |
| ----- | ---------------- | --------------------------------------------------------------------------- | ---------- |
| 1     | Frankreich       | Jacques Fellice Yann Quentrec Hector Llatser Aldo Canti                     | 3:06,99    |
| 2     | Tschechoslowakei | Miroslav Záhořák Petr Břečka Dušan Malovec Ján Tomko                        | 3:07,03    |
| 3     | Polen            | Ryszard Wichrowski Ryszard Szparak Andrzej Stępień Ryszard Podlas           | 3:07,18    |
| 4     | Japan            | Kazunori Asba Tomoharu Isobe Hirofumi Koike Susumu Takano                   | 3:07,23    |
| 5     | Spanien          | Juan José Prado Antonio Sánchez Carlos Azulay Ángel Heras                   | 3:07,42    |
| 6     | Kenia            | Elijah Bitok (Vorlauf) John Anzrah James Atuti Juma Ndiwa (Vorlauf)         | 3:07,48    |
| 7     | Elfenbeinküste   | Georges Kablan Degnan René Djédjémel Mélédjé Avognan Nogboun Gabriel Tiacoh | 3:09,23    |
|       | Uganda           | John Goville Mike Okot Charles Mbazira Moses Kyeswa                         | DSQ        |

## Halbfinale
13. August 1983
Aus den zwei Halbfinalläufen qualifizierten sich die jeweils vier Ersten jedes Laufes – hellblau unterlegt – für das Finale.

### Lauf 1
| Platz | Land               | Athleten                                                                                  | Zeit (min) |
| ----- | ------------------ | ----------------------------------------------------------------------------------------- | ---------- |
| 1     | Vereinigte Staaten | Alonzo Babers Sunder Nix (Halbfinale/Finale) Willie Smith Edwin Moses (Halbfinale/Finale) | 3:02,13 CR |
| 2     | BR Deutschland     | Erwin Skamrahl Jörg Vaihinger Edgar Nakladal (Halbfinale) Harald Schmid                   | 3:04,96    |
| 3     | Polen              | Ryszard Wichrowski Ryszard Szparak Andrzej Stępień Ryszard Podlas                         | 3:05,51    |
| 4     | Italien            | Stefano Malinverni Donato Sabia Mauro Zuliani Roberto Ribaud                              | 3:05,70    |
| 5     | Kanada             | Bryan Saunders Doug Hinds Ian Newhouse (Halbfinale) Tim Bethune                           | 3:06,42    |
| 6     | Japan              | Tomoharu Isobe Kazunori Asaba Hirofumi Koike Susamu Takano                                | 3:07,11    |
| 7     | Senegal            | Moussa Fall Babacar Niang Mathurin Barry (Halbfinale) Amadou Dia Ba                       | 3:09.63    |
| 8     | Ungarn             | Gusztáv Menczer Sándor Újhelyi István Takács Sándor Vasvári                               | 3:11,08    |

### Lauf 2
| Platz | Land                   | Athleten                                                                     | Zeit (min) |
| ----- | ---------------------- | ---------------------------------------------------------------------------- | ---------- |
| 1     | Sowjetunion            | Sergei Lowatschow Aljaksandr Traschtschyla Nikolai Tschernezki Wiktor Markin | 3:03,75    |
| 2     | Vereinigtes Königreich | Kriss Akabusi (Vorlauf/Halbfinale) Garry Cook Todd Bennett Phil Brown        | 3:04,03    |
| 3     | Tschechoslowakei       | Miroslav Záhořák Petr Břečka Dušan Malovec Ján Tomko                         | 3:04,32    |
| 4     | Schweden               | Tommy Johansson Eric Josjö Sven Nylander (Vorlauf/Halbfinale) Per-Ola Olsson | 3:04,32    |
| 5     | Brasilien              | Antônio Dias Ferreira Agberto Guimarães José Luiz Barbosa Gérson de Souza    | 3:04,46    |
| 6     | Frankreich             | Jacques Fellice Yann Quentrec Hector Llatser Aldo Canti                      | 3:05,09    |
| 7     | Kenia                  | David Kitur (Halbfinale) John Anzrah James Atuti James Maina (Halbfinale)    | 3:05,30    |
| 8     | Spanien                | Juan José Prado Antonio Sánchez Carlos Azulay Ángel Heras                    | 3:09,68    |

## Finale
14. August 1983
| Platz | Land                   | Athleten | Zeit (min) |
| ----- | ---------------------- | --- | ---------- |
|       | Sowjetunion            | Sergei Lowatschow Aljaksandr Traschtschyla Nikolai Tschernezki Wiktor Markin | 3:00,79 CR |
|       | BR Deutschland         | Erwin Skamrahl (Halbfinale/Finale) Jörg Vaihinger Harald Schmid Hartmut Weber (Vorlauf/Finale) im Vorlauf/Halbfinale außerdem: Martin Weppler (Vorlauf) Edgar Nakladal (Halbfinale) | 3:01,83    |
|       | Vereinigtes Königreich | Ainsley Bennett (Finale) Garry Cook Todd Bennett Phil Brown im Vorlauf/Halbfinale außerdem: Kriss Akabusi (Vorlauf/Halbfinale)                                                      | 3:03,53    |
| 4     | Tschechoslowakei       | Miroslav Záhořák Petr Břečka Dušan Malovec Ján Tomko | 3:03,90    |
| 5     | Italien                | Stefano Malinverni Donato Sabia Mauro Zuliani Roberto Ribaud | 3:05,10    |
| 6     | Vereinigte Staaten     | Alonzo Babers Sunder Nix (Halbfinale/Finale) Willie Smith Edwin Moses (Halbfinale/Finale) im Vorlauf/Halbfinale außerdem: Andre Phillips (Vorlauf) Michael Franks (Vorlauf)         | 3:05,29    |
| 7     | Schweden               | Tommy Johansson Eric Josjö Per-Ola Olsson Ulf Sedlacek (Finale) im Vorlauf/Halbfinale außerdem: Sven Nylander (Vorlauf/Halbfinale)                                                  | 3:08,57    |
|       | Polen                  | Ryszard Wichrowski Ryszard Szparak Andrzej Stępień Ryszard Podlas | DNF        |

## Video
- The first world Championships in athletics. Finland. Helsinki 1983. Run. 4x400 meters. Men auf youtube.com, abgerufen am 1. April 2020